# Komunitní rada Brooklynu 5
Komunitní rada Brooklynu 5 (Brooklyn Community Board 5) je komunitní rada v Brooklynu v New Yorku.
Zahrnuje části East New York, Cypress Hills, Highland Park, New Lots, City Line a Starrett City. Ohraničuje ji na východě Van Sinderen Avenue, na severu a na východě Queens a na jihu Gateway National Recreation Area, Louisiana a Stanley Avenue. Předsedou je Earl Williams a správcem Walter Campbell. Má rozlohu 14,62 km² a v roce 2000 zde žilo 173 198 obyvatel.